# Mosquito 109
Mosquito 109 är ett reservat i Kanada.   Det ligger i provinsen Saskatchewan, i den centrala delen av landet, 2 500 km väster om huvudstaden Ottawa.
Trakten runt Mosquito 109 består till största delen av jordbruksmark. Trakten runt Mosquito 109 är nära nog obefolkad, med mindre än två invånare per kvadratkilometer.